# Sultepec de Pedro Ascencio de Alquisiras
Sultepec de Pedro Ascencio de Alquisiras es una población y cabecera municipal del municipio de Sultepec, está ubicada al norte del municipio. Es el pueblo pintoresco más sureño del Estado de México, está ubicado en la Región de Tierra Caliente.